# Malons-et-Elze
Malons-et-Elze település Franciaországban, Gard megyében. Lakosainak száma 115 fő (2022. január 1.). Malons-et-Elze Gravières, Malarce-sur-la-Thines, Sainte-Marguerite-Lafigère, Les Vans, Pied-de-Borne, Bonnevaux és Ponteils-et-Brésis községekkel határos.

## Népesség
A település népességének változása:
| Lakosok száma | 99   | 98   | 88   | 93   | 118  | 121  | 125  | 125  | 124  | 115  |
|               | 1968 | 1982 | 1990 | 2006 | 2013 | 2015 | 2017 | 2019 | 2020 | 2022 |